# Eurico A. Cebolo
Eurico A. Cebolo ou Eurico Augusto Cebolo (Coleja, 28 de outubro de 1938 - 17 de dezembro de 2021) foi um músico, compositor, pedagogo e escritor português, conhecido pelas numerosas obras dedicadas à aprendizagem de diversos instrumentos musicais.

## Biografia
Nasceu na aldeia de Coleja, junto ao rio Douro, pertencente à freguesia de Seixo de Ansiães, no concelho de Carrazeda de Ansiães, na região de Trás-os-Montes, em Portugal.
Estudou gratuitamente no Porto, no colégio João de Deus, em virtude da sua facilidade de aprendizagem e da escassez de recursos financeiros da sua família. Nessa altura, apresentava já gosto pela escrita e desenhava histórias aos quadradinhos, que depois vendia aos colegas com mais posses.
Aos 15 anos de idade, foi trabalhar no lagar de uma quinta, pisando uvas, como forma de juntar dinheiro. Usou parte desse dinheiro para comprar uma guitarra portuguesa antiga e estragada, que viria a recuperar. Poucos dias depois, tocava já de ouvido em bailes de aldeia, tendo começado nessa altura a registar escalas e letras populares em papel.
Quando Eurico tinha 16 anos, a sua família foi viver em Moçambique. Aí, começou a aprofundar o estudo da música. Tornou-se, para além de músico, também compositor, tendo criado diversas músicas e letras para orquestras do Rádio Clube de Lourenço Marques.
Alguns anos mais tarde, em 1962, participou no festival hispano-português em Aranda de Duero, no qual viria a obter o prémio para a melhor canção portuguesa. No anos que se seguiram, ganhou mais cinco prémios em Espanha e em Moçambique.
Em 1975, durante um período de férias em Portugal, sofreu um acidente de automóvel, tendo chocado um camião contra o carro em que seguia. Seu primo, que conduzia o carro, acabaria por falecer. Eurico perdeu 50% dos movimentos da mão direita, em consequência do acidente, o que trouxe o fim à sua carreira de músico de concerto.
Lançou o disco "Natal mágico", no qual tocava em sintetizador a parte orquestral das 20 canções incluídas. 
Em 1976, lançou o primeiro manual de música de sua autoria, "Guitarra Mágica: Acordes".
Ao longo dos anos, publicou, por conta própria, numerosos livros dedicados ao ensino da música e dos instrumentos musicais, em Português, Francês e Inglês. Publicou também diversos romances de teor erótico.
Em 1999, a canção "Lisboa, Lisboa, Lisboa...", com letra e música de sua autoria, venceu o concurso da grande Marcha de Lisboa. No ano seguinte, a sua canção "Lisboa do Ano 2000" venceu também o mesmo certame.
Teve uma loja de música na Rua da Boavista, no Porto, onde continuou a receber os seus clientes. Em 2011, tinha publicado ao todo 61 livros, sendo 51 deles manuais de música e 10 deles romances, mantendo planos de continuar a publicar mais obras.
Faleceu em 17 de dezembro de 2021.

## Obras
Entre as suas obras encontram-se: 

#### Ensino da música
- "Guitarra Portuguesa Mágica", Edição do autor, Porto
- "Guitarra Mágica", Edição do autor, Porto, 1979
- "Piano Mágico", Edição do autor, Porto
- "Órgão Mágico", Edição do autor, Porto
- "Tocar Bateria", Edição do autor, Porto
- "Música Mágica", Edição do autor, Porto
- "Flauta Mágica", Edição do autor, Porto
- "Acordeão Mágico", Edição do autor, Porto
- "Método Mágico: cavaquinho e viola braguesa", Edição do autor, Porto
- "Solfejo Mágico", Edição do autor, Porto
- "Teoria Mágica Musical", Edição do autor, Porto
- "Álbum Mágico: 44 canções", Edição do autor, Porto
- "Tocar bandolim", Edição do autor, Porto
- "Saber Música", Edição do autor, Porto
- "Tocar Concertina", Edição do autor, Porto
- "Planeta Mágico Musical", Edição do autor, Porto
- "Tocar guitarra baixo", Edição do autor, Porto

#### Romances
- "A Filha do Padre", Edição do autor, Porto
- "A Santa Assassina", Edição do autor, Porto
- "A Prostituta Virgem", Edição do autor, Porto
- "Incesto Sem Pecado", Edição do autor, Porto
- "Matavam as Freiras Grávidas", Edição do autor, Porto
- "Cruz de Fogo", Edição do autor, Porto
- "Maldição Cigana", Edição do autor, Porto
- "O Violador das Mortas", Edição do autor, Porto
- "Falo Perdido", Edição do autor, Porto
- "Casei com a Minha Irmã", Edição do autor, Porto

## Ligações Externas
- RTP | Eurico Cebolo entrevistado no programa Praça da Alegria
- Academia de Música de Coimbra | Passo a passo de Eurico Cebolo